# 神待ち

携帯電話で流布する神待ちの情報のイメージ

神待ち（かみまち）は、日本のインターネットスラングの一つ。主に家出などで居場所を失った若い女性が、インターネットの上のウェブサイトやソーシャルネットワークサービス（SNS）などを通じて、食事、宿泊場所、金銭を提供してくれる男性を捜し、それに対して男性がそれらを提供する行為である。2008年（平成20年）夏ごろから、一部のメディアで話題になり始めている。未成年の少女の誘拐など、犯罪行為にも繋がりうるとして、社会問題とも見なされている。

## 定義
本来は家出サイト（家出人向けの収入や宿泊場所捜しのための情報交換用のウェブサイト）において、「宿泊場所や食事を無料で提供してくれる人を捜している」との意味で書き込んだ隠語であるが、2010年（平成22年）発行の書籍『神待ち少女』の著者、ジャーナリストの黒羽幸宏の取材によれば、「神待ち」とは、若い女性がインターネット上のウェブサイトを使用して、食事、宿泊可能な場所を提供してくれる男性を捜す行為とされる。食事や宿泊の他に、金がないといって「○○○円を恵んでくれる人、いませんか?」と、金銭のみを求める場合もある。
こうした男女関係からは、「女性側が対価として性行為を提供する」という構図が連想されやすく、それだけなら援助交際と大差がないが、援助交際との決定的な違いとして、男性側が性行為などの対価を求めることなく、無償で食事や宿泊を提供するからこそ、男性側が「神」と呼ばれるものと考えられている。食事や宿泊を求めるにあたって「エッチ系は無理」「ヤリ目は無理」と訴えることもある（「ヤリ目」は「ヤリ目的」の略、つまり性行為が目的のこと）。
2008年頃からは、援助交際を指す隠語の「えん」や「サポ」（サポートの略）の同義語としても用いられ、家出少女以外も「神待ち」の語を用いている。これは後述のようにウェブサイトの規制が厳しくなったために、売春行為に相場より高値を付ける男性や、援助交際で手軽に金を稼ぐ女性のカモフラージュを目的としている。

## 神待ち少女
「神待ち」の行為を行う少女のことは「神待ち少女」または「神待ち娘」などと呼ばれる。
神待ち少女の多くは、日用品や所持金を街中のコインロッカーに預けるか、キャリーケースに入れて移動していることが多い。神待ち「少女」の名の通り、未成年が多いが、中には20歳代後半になっても、就職やアルバイトの失敗から、神待ちを続けている女性も存在する。
その多くは家出中の少女、それも親と絶縁状態にある少女である。家族や恋人からのドメスティックバイオレンス（DV）から逃れる者と、家賃が払えないなどの理由で自宅を離れて、泊まり歩く友人宅もなくなった、というケースが多くみられる。
神待ちを行う理由は、他にも以下のように様々である。
- 遊ぶための金を楽に稼ぎたい[21][22]。
- スリルがあって楽しい[23]。
- 未成年ながら年齢を詐称してキャバクラに務め、キャバクラの寮で宿泊場所を確保できているが、より多くの神に認められたい[24][25]。
- 神待ちの投稿に対して、すぐに男性からの返信が得られるために、誰かと繋がっている安心感がある、自分の存在を見てくれている人がいると感じられる[19]。

神待ちの定義は「性行為などの対価を求めない」とされる一方で、中には「エッチが大好き」と言って、少女の側が性行為を前提として神待ちに臨んでいるケースもある。「泊めてくれるなら処女をささげます」と、神待ちを行う者すら存在する。
2011年（平成23年）までは、東京都の新宿区、池袋、渋谷区といった繁華街が、神待ちを行う少女たちが多く現れる場所であった。翌2012年（平成24年）からは、東京スカイツリーに神待ち少女たちが多く現れている。観光のためのスカイツリーを訪れた少女たちが、旅の解放感も手伝って遊びや援助交際に手を伸ばし神待ち行為にも及んでいるようで、インターネットにも「スカイツリーで神待ち中」のようなメッセージが多く投稿されている。
警視庁の統計によれば、2000年代から2010年代終わりにかけて、未成年者の家出の保護件数は大幅に減少したとされるが、それでもSNS上には「#神待ち」「#家出」「#泊めて」といったハッシュタグの投稿が多数、散見されるのが実情である。

## 神（泊め男）

SNSで流布する泊め男の投稿のイメージ

神待ち少女に宿泊場所（自宅）や食事を提供する男性を「神」「泊め男（とめお）」と呼ぶ。「神」とは、追い込まれた少女が、自分を救ってくれる者を神に例えての表現である。少女たちにとって、そうした男性が実際に現れることは、「神様降臨」「神降臨」「神キター」などと表現される。
その多くは独身男性である。年齢は30歳代から40歳代が多く、職業は大半が営業やデスクワークなど、ごく普通の会社員である。自宅の環境は、黒羽幸宏の取材によればワンルームが大半だが、実際に神待ちを行った少女の体験談によれば、貧相で汚いアパートからタワーマンションまで様々という。
家出サイトやテレクラでの少女たちの求めに応じるのみならず、男性の方から「お礼なしで泊めるよ」「うちで一緒に遊ぼうぜ」などと呼びかけ、少女たちを呼んでいることもある。こうした男性たちは、行き場を失った少女たちの弱みにつけ込んで生まれたものと考えられている。こうした男性向けに、神待ち少女を自宅に連れ帰るこつ、性行為に持ち込むまでのこつを記載したウェブサイトも存在する。
男性が家出少女を家に泊める理由も、以下のように様々である。
- 一人暮らしで寂しい[15][41]。
- 若い女の子にお世話されてみたい[37]。
- 複数の女の子に囲まれてハーレムのようにしたい[15][37]。
- 仕事で家を空ける間の家賃が無駄[37]。
- 自分には男性としての魅力がないが、救いを求めている少女なら、優しい言葉をかけるだけで相手にしてもらえる[40]。

いずれにしても、弱ってる少女を助けて感謝される優越感を持っていることは共通しており、「自分より不幸な人間を見ることが楽しい」との声も聞かれる。
神待ち少女が食事や宿泊場所を求めるときに、無償を前提としていた場合でも、男性側の多くは連絡の段階でそれに応じながら、結局は性行為を求めることが多い。少女の側はそうした求めに対して、手コキやフェラチオでサービスすることもあるが、基本的にはそうした対価を求めない男性が、真の「神」とされる。インフルエンサーのあおいも、かつて家出中に神待ちサイトで出会った男性を「肉体関係を要求してくることもなく、ただ、食事と寝場所を提供してくれて」といい、「奇跡的にいい方」と話している。
後述のように、少女とはいえ見知らぬ女性を自宅に泊めたがために、男性側が危険な目に遭う可能性もあるが、それでも「若い少女と関係を持ったことが忘れられない」といって、家出少女を泊め続けているケースも存在する。
飲み会帰りで酒に酔っている男性が、神待ち少女の標的になることもある。夜遅くまで飲んで終電を逃したところ、20歳代の女性から声をかけられ、共にタクシーで帰宅して自宅に女性を泊めて、性行為も何もなしで女性を帰したとの証言もある。また女性側からも、渋谷で「酔っているサラリーマンを逆ナンパしている」との声があり、大阪でも酔ったサラリーマンが若い女性に声をかけられている場面が多くみられている。

## 連絡手段
神待ちがメディアで話題となり始めた2008年頃からは、男女間の連絡手段として、家出サイト、プロフィールサイト（プロフ）などのウェブサイトが使用されている。
家出サイトのみならず、2009年（平成21年）以降にはゲーム関係のウェブサイトも、神待ちのための連絡手段に用いられている。犯罪コメンテーターの佐々木成三も、現役の警察官であった頃に、家出少女がゲームの掲示板に「家出したい」と書きこんだところ、10分間で約20人の男から反応があったと語っている。
2015年（平成27年）にはTwitter（現・X）、2020年（令和2年）にはTikTokといったSNSでも、神待ちの情報が登場するようになっている。YouTuberのコレコレも、配信中にTwitterでハッシュタグ「#家出女子」でツイートを試みたところ、わずか10分間で、80件以上のDMが届いている。2021年（令和3年）に神待ちを通じた未成年者誘拐事件では、カカオトークが連絡に用いられていた。
モバイルサイトの黎明期である2000年代前半には、テレフォンクラブ（テレクラ）が神待ちに使用されることもあった。テレクラはテレフォンセックスやブルセラブームに伴う援助交際の場として賑わった後、風俗営業法の改正によって年齢確認と身分確認が必要となったために衰退し、利用者の多くが出会い系サイトへと移行したが、その出会い系サイトにも規制が入り始めたために、再びテレクラに注目が集まり始めたのである。
また、多機能携帯音楽プレーヤーは、音楽やゲームしかできないものと思われがちだが、Wi-Fiのある環境下ではメールもインターネットも可能であり、2020年には、こうした音楽プレーヤーで神待ちサイトにアクセスし、サイトの常連の男性と接触した事件も発生している。
インターネット上のみならず、2015年には、少女が路上で直接「神」を捜している姿も確認されている。

## 背景
黒羽幸宏や、ジャーナリストの澤田晃宏は、神待ちを行う少女の増加について、青少年健全育成条例、および出会い系サイト規制法（インターネット異性紹介事業を利用して児童を誘引する行為の規制等に関する法律）による規制の強化が背景にあると指摘している。
1990年代末期において、プチ家出と呼ばれる1泊から2泊程度の小規模の家出がブームとなった。家を出た少女たちは当初、24時間営業のファミリーレストランや、カラオケボックスなどを宿泊場所としていた。しかし2000年（平成12年）以降、青少年健全育成条例による規制が強化されて、未成年者は深夜にファミレス、カラオケボックス、漫画喫茶、インターネットカフェを利用することができなくなり、警察によるパトロールも強化された。こうした少女たちが行き場を失い、インターネットを通じて直接、宿泊場所を提供してくれる相手を求めるようになったと考えられている。
一方でインターネットにおいては、2008年12月に、出会い系サイトが犯罪の温床と見なされたことで、運営者の警察への届け出が義務付けられるなど、規制が強化された。加えて翌2009年には未成年者の利用を防ぐために、身分証などによる利用者の年齢確認も義務づけられた。このことで一部の業者が、インターネット異性紹介事業ではないウェブサイトとして、家出サイトを設立し始めた。澤田晃宏はこうした事情で、家出少女たちに対して、宿泊先を紹介したり、相談を受けたりするという建前で、成人男性と接触できる状況が作られた、としている。
こうした家出サイトは、神待ちの目的でも使用されることから、「神待ちサイト」の別名でも呼ばれるようになった。同2009年5月から8月にかけては、これら神待ちサイトにおいて、男女間の書き込み件数が約180件に達している。ジャーナリストの渋井哲也も、家出人向けの電子掲示板自体は1990年代から存在していたが、出会い系サイトの規制の強化に伴って、出会い系の業者が家出掲示板を隠れ蓑にするケースが少なくないと指摘している。インターネット事情に詳しい評論家の鈴木淳史も、出会い系サイト規制法施行に伴い、非出会い系サイトといえる神待ちサイトを代用する男女が増加したとしており、「神待ちサイトの中身は出会い系サイトと変わらない」と指摘している。
また2005年（平成17年）には、改正東京都迷惑防止条例の施行により、多くの派遣型の風俗店がアンダー風俗（未成年を雇用するデリバリーヘルス）と化したが、未成年の少女を雇用して待機場所や宿泊場所を用意することは危険性が高く、店の事務所があっても長時間にわたって滞在することができない、つまりアンダー風俗で働く少女たちに居場所がないために、そうした少女たちが神待ちへ走るケースも多い。また、風俗店とは無縁で個人で神待ちをしていたところ、知り合った男性にこうしたアンダー風俗を紹介され、そこで働くようになったケースも存在する。
ホストクラブなどでの遊びが目的で歌舞伎町などの繁華街に集まる家出少女たちは、年齢を詐称して水商売で働くことが多いが、未成年のためにアパートを借りることもできず、折からの不況で仕事も失い、結果として生活必需品のみを持ち歩いて、神待ちに及ぶようになったとの指摘もある。
2013年（平成25年）には、東京都内で人気男性歌手のコンサートが開催され、悪天候のために公演が中断されて振替公演が翌日に決定した際に、遠方から東京に来ていて翌日の公演に臨みたいとの理由で、インターネット上に神待ちの声が殺到した。このように、経済状況の厳しいフリーターや派遣社員が、宿泊代も持たずに地方から東京のイベントの参加して、ホテル代りに男性の家を使うべく、神待ちに及んでいるとも推察されている。
さらに、2020年以降のコロナ禍においては、風俗業界全体にソーシャルディスタンスを理由とした自粛の風潮があり、これによって風俗業の女性たちが仕事を失った。このことで売春斡旋業者が、こうした女性たちを取り込むケースが急増した一方、業者たちは敢えて危険を冒してまで、未成年の少女を使う意味が失われた。少女の売春事情などに詳しい文筆家の鈴木大介は、そうした事情により、売春業に身を投じていた少女たちが、パパ活や神待ちという選択肢を選ばざるを得なかった、との考えを述べている。
またコロナ禍においては、子供たちは学校やアルバイトなどの外出の機会が減少した反面、親がリモートワークや休業で日中も家にいるようになり、子供が親からの虐待や過干渉から逃れるために、家出や神待ちへ走ったとも考えられている。愛知県警察と文教大学情報学部の池辺正典准教授が、2020年1月22日から7月までに、Twitterから「神待ち」「家出」などのキーワードによる投稿を分析した結果、少女を誘い出すなどの投稿件数は、同2020年1月から7月が約260から490件であるところが、4月がはそれを上回る1万8387件、1日の平均件数が613件であり、コロナで居場所のない少女を誘い出す文言が多かったという。家出少女たちの保護などに取り組む一般社団法人Colaboによれば、少女たちからの相談件数がコロナ禍前の2019年（平成31年・令和元年）には約550件だったところが、学校が一斉休校となった2020年3月から11月まで件数は約800件に達した。同法人代表の仁藤夢乃は「家で安心して過ごせない子供たちが切羽詰まっている」と話している。後述するNPO法人BONDプロジェクト代表の橘ジュンも、成人男性がそうした少女の弱みにつけ込み、欲望の対象として利用しようとする書き込みが目立つことを指摘している。

## 危険性

携帯電話の利用状況のアンケート。雑誌「AERA」2009年8月の調査による。

警視庁生活安全部少年育成課によれば、出会い系サイト規制法や児童買春・ポルノ禁止法によって補導される未成年者の数は、年々増加傾向にある。これは、神待ちや援助交際が影響しているものと考えられている。
警察庁の統計によれば、2008年に神待ちサイトのような非出会い系サイトで被害に遭った18歳未満の児童は、出会い系サイトの724人を上回る、792人に達している。翌2009年には、家出サイトを巡る被害やトラブルに関して、東京都の全国webカウンセリング協議会への相談件数が、前年の100件を超えて、ほぼ倍増するに至っている。
前述のように、神待ちを行う少女たちは「性行為なし」を条件に挙げていることが多いが、男性の家への宿泊が長期におよぶと、男性から性行為を迫られるケースが多い。先述の佐々木成三が経験した事件でも、家出少女がゲームの掲示板を通じて知り合った大学生の男性と接触しており、少女は男性を最後まで「いい人」と思っていたが、男性は明確に「性行為が目的だった」と供述している。2018年に栃木で、SNSを通じて17歳の家出少女と接触した男性会社員が、未成年者誘拐の疑いで逮捕事件でも、少女は「性的目的でない方」と助けを求めていたにもかかわらず、その男性は「性的関係が持てるかもしれないと思った」と供述している。
雑誌「AERA」による携帯電話の利用状況のアンケート調査で、池袋と渋谷の路上にいる女子中高生100人のうち、携帯電話のウェブサイトを通じて見知らぬ男性とメールした者は36人、実際にその男性と会った者は17人、危険な目に遭遇したことのある者は10人、との調査結果が得られている。
神待ちサイトを通じて男女が知り合った後、男性が少女に売春行為を強要したり、ライブチャットに出演させて猥褻行為を強要するといった事件も発生している他、「神を見つけたと思ったら、援助交際デリバリーヘルスの業者だった」「クレジットカード詐欺の片棒を担がされた」との体験談もある。
2019年11月には、栃木県の30歳代の派遣社員が、Twitterを通じて知り合った大阪市の12歳の家出少女を自宅に泊めて、未成年者誘拐の疑いで緊急逮捕されるという事件が起き、話題となった。わずか12歳の女児がSNSを使いこなし、大人の男と知り合ったことに対して、多くの驚きの声が上がった。これについて、BONDプロジェクト代表の橘ジュンは、「少女たちからすれば、SNSで数回やりとりをすれば、知らない人ではない」「そういう人からの誘いを断れないというのはよくある」「今回の件は氷山の一角でしかない」と語っている。
同2019年11月には、学生専用のSNSであるひま部を通じて、20歳代の会社員男性が小学6年の少女と知り合って性行為に及んだとして、逮捕に至った。ひま部では同2019年5月から、学生証などによる年齢確認が本格的に導入されており、確認の取れていないユーザーは1対1のチャット機能が使用不可となったものの、ひま部の運営元の株式会社ナナメウエの広報担当者は、「偽造を100%防ぐことは難しい」と語っていた。実際に雑誌「AERA」の記者がひま部への登録を試みたところ、年齢確認の設定前にもかかわらず、複数の男性ユーザーからチャットが届いたという。このような事情から、ひま部は同2019年12月末に運営終了に至った。
埼玉県では、未成年の少女が被害者になる誘拐事件が、2015年から前年の2019年までの最多が2016年（平成28年）の15件だったところが、2020年には9月時点で、それを大幅に上回る25件に達した。その中でも、女子中高生がTwitterなどのSNSに家出願望を投稿し、男が連絡を取って自宅やホテルに誘い出すこと多いと判明している。
女性側が被害に遭うだけでなく、女性が家出少女を装ってSNSに投稿し、それに反応した男性に対して「そちらへ行く交通費がない」と言って電子マネーなどで金をせびり、それきり連絡を断つ「神待ち詐欺」も存在する。これは銀行振込のみならず、電子決済のみで送金が可能となった時代だからこその詐欺手口といえる。男性が女性を装ってこの詐欺を行う可能性もあるために、家出少女に手を差し伸べる男性は「今いるその場所で」と写真を要求してくることもあり、若い女性だからこその詐欺手口ともいえる。男性側が家出少女を数日にわたって自宅に泊めた挙句、男性の不在時に少女が家財道具一切を売り払って失踪、相手が未成年のために警察にも相談できず泣き寝入り、というケースも存在する。

## 対応策
こうした犯罪を未然に防ぐため、警察や自治体など各団体が、神待ち行為の防止に努めている。
東京都の都議会や都内各区の区議会でも、都内で行われている神待ちが問題視されたことで、警視庁により2004年（平成16年）3月から、繁華街などの防犯対策の一環として、ドーム型の防犯カメラ「街頭防犯カメラシステム」が導入された。
渋谷センター商店街振興組合は、2003年（平成15年）11月に、渋谷センター街パトロールを組織し、防犯と環境浄化の活動を開始した。毎月5回から6回、夏季には7回から10回、昼夜を問わず、キャッチセールスや無許可の露天商売の取り締まりなどに加えて、路上に座り込む少年少女の排除活動にも努めている。
愛知県警察では2009年に、家出サイトが児童買春や淫行の温床と化しているとして、4件の家出サイトの管理者に対して、出会い系サイト規制法に基づく届けを出すよう指導・警告を始めた。同時に「神待ち」を名乗る掲示板サイトも、指導・警告対象になった。2018年（平成30年）10月からは、SNS上で児童買春や援助交際の誘いとみられる投稿に対して、警告文を返信する取り組みを開始した。関連する投稿が減ったことから、家出についても同様の取り組みを始め、2020年1月から日本全国初の取組として、Twitter上で「#神待ち」などのキーワードや、「泊まる場所がない方、協力します」といった投稿に対して、「未成年者を誘い出し宿泊させることは、同意があっても誘拐となる可能性がある」「3か月以上7年以下の懲役」などと警告文を返信するサイバーパトロールの実施を開始した。この運用は2020年1月22日から始められ、27日までに21件の投稿に返信し、その内の10件は投稿が自主的に削除された。コロナ過の2020年4月には、仕事や泊まる場所がない少女に呼びかける不審な投稿がTwitterに相次いだことで、同2020年1月年から7月末までに395件の警告が行われ、7割以上の投稿やアカウントが削除に至った。
兵庫県警察本部では、こうしたSNSの不適切な投稿を効率的に検出するために、警察官が目視で投稿を確認していたが、2023年（令和5年）10月よりサイバーパトロールに人工知能（AI）を活用するシステムが導入された。それまでは兵庫県警の警察官が手作業で対応していたが、県警が保有するスマートフォンの台数が少なく、警告可能な件数は多くとも1時間に20件程度だったために、パトロールの効率化、被害の抑止を目的として、新システムとして導入されたものである。これにより、闇バイトや薬物などの特定分野に関わるキーワードに加えて、「神待ち」「パパ活」といった文言が入った投稿の検索が可能となった。
NPO法人の活動としては、2009年にルポライターの橘ジュンによるBONDプロジェクトが、家出少女など心に傷を負った10歳代から20歳代の女性の支援に務めている。2018年には、1年間のみでSNSを通じて1万件以上の相談が寄せられている。BONDプロジェクトはこの功績により、翌2019年に公益財団法人社会貢献支援財団による第52回社会貢献者表彰を受賞した。
社会事業家の仁藤夢乃が代表を務める一般社団法人Colaboは、2011年に設立されて以来、家出少女や性被害に遭う少女たちの支援や保護などに取り組んでいる。2018年10月からは、相談窓口で少女たちを待つのみならず、彼女たちに出会うための試みとして、東京都の新宿区と渋谷区と連携し、夕方5時頃から夜11時頃まで繁華街の近くにマイクロバスを置き、10代向けの無料のカフェ「Tsubomi Cafe」をオープンしている。ここでは自由に食事などをとりながら相談ができる上に、歯ブラシや生理用ナプキン、コンドーム、洋服などの無料での配布も行われている。Twitter上でも「神待ちの前にColaboを利用してみて」との声が上がるなど、Colaboの連絡先を案内する動きが広がっている。
2020年3月には、慶応大学4年の現役大学生（当時）である大空幸星が、NPO法人あなたのいばしょを設立した。老若男女のSOSをチャットの相談窓口で受けつける団体であり、日本国内外に相談員を置くことで、24時間365日相談体制を可能にしている。24時間365日、年齢や性別を問わず誰でも匿名・無料で相談できるチャット相談窓口は日本国内で初にして唯一であり（2023年3月時点）、神待ちで性暴力被害に遭ったとの声も寄せられている。
もっとも、こうした活動家による支援を受けながらも、社会復帰に成功できず、20歳代後半となっても神待ちをしている女性も存在することも確認されている。

## 創作作品
2019年5月より、漫画家の今日マチ子による、神待ちの実態と少女たちの孤独の闇を描いた漫画『かみまち』の連載が、集英社の「グランドジャンプめちゃ」で開始された。高校1年生の主人公の少女を始め、4人の家出少女たちの苦しみを生々しく描写した作品であり、公開直後から、大きな反響を呼んだ。制作にあたっては、かつて神待ち少女であり、現在は神待ち少女たちの世話を務めている女性に取材を行っている他、神待ち少女が遭遇した性暴力もモデルとなっており、読者からの共感を呼んでいる作品である。